# NASPAスキーガーデン
NASPAスキーガーデン（ナスパスキーガーデン）は、新潟県南魚沼郡湯沢町にあるスキー場。1992年開業。営業期間は12月下旬 - 4月上旬。HRTニューオータニが経営し、ゲレンデ下部にはホテルNASPAニューオータニが併設されている。NASPA という名前は "Nature And Sports Personal Area" の頭文字からとっている。
中越エリアではこのNASPAと一本杉スキー場、五日町スキー場のみがスノーボード全面禁止のスキー場である。

## 施設
- コースは8本。初級コースが3本、中級コースが3本、未圧雪の上級コースが2本。
- 高速クワッドリフトが2本、ペアリフトが2本、トリプルリフトが1本。
- 日帰り来場してホテル内レストランを利用しようとするとリッチな価格帯のメニューに驚くが、ゲレンデ内レストランは他のスキー場と同じような価格帯である。
- 隣接するNASPAニューオータニの宿泊者向けのスキー場のため、日帰り施設は近隣のスキー場と比べて充実していない。

## 交通
- 上越新幹線 越後湯沢駅からシャトルバス[1]
- 関越自動車道 湯沢ICから約2 km